# Sigave (Königreich)
Sigave (auch Singave oder Sigavé) ist ein Königreich im französischen Überseegebiet Wallis und Futuna auf den Horn-Inseln. Es umfasst das westliche Drittel von Futuna und ist seit 1961 von der Republik Frankreich als traditionelles Königreich anerkannt und bildet somit die untergeordnete Verwaltungseinheit Wallis und Futunas neben den Königreichen Uvea und Alo.

## Gebiet
Das Königreich befindet sich im westlichen Drittel Futunas und ist schwach besiedelt. Im Landesinneren ist vorwiegend Wald zu finden, während die Küste den einzigen besiedelten Teil darstellt. Im Osten grenzt Sigave an das Königreich Alo.
Im nördlichen Zentrum von Futuna liegt der Mont Puke, der einen Grenzpunkt zwischen Sigave und Alo darstellt. Er ist der höchste Punkt der Insel und des Königreichs Sigave.

## Geschichte

### Entdeckung
Im Mai 1616 wird Futuna von den niederländischen Seefahrern Jacob Le Maire und Willem Cornelisz Schouten entdeckt. Der französische Seefahrer Louis Antoine de Bougainville entdeckt die Inselgruppe 1768 wieder und gibt den Namen Futuna (das verlorene Kind des Pazifik). Vom 10. August 1839 bis 1841 war Sigave von Alo besetzt.

### Entwicklung als Teil Frankreichs
1887 haben viele polynesische Könige einen Protektoratsvertrag mit Frankreich geschlossen. So auch der König von Sigave. 1961 wurde Sigave nach einer Volksabstimmung ein Teil des neuen französischen Überseegebiets Wallis und Futuna, zusammen mit Uvea und Alo.
Nach der Abdankung von König Visesio Moeliku hatte Sigave bis 2016 keinen König mehr. Am 5. März 2016 wurde Eufenio Takala aus dem Keletaona-Clan zum neuen König ernannt. Er ist derzeit amtierender König von Sigave.

## Bevölkerung
Mit Stand 1. Januar 2023 leben 1188 Personen in Sigave. Die Bevölkerung nimmt wie im gesamten Überseegebiet ab, vor allem durch Abwanderung nach Neukaledonien. 2003 lebten in Sigave noch 1880 Personen. Das größte Dorf ist die Hauptstadt Leava.
97,3 % der Bevölkerung sind Polynesier, der Rest ist überwiegend europäischer (französischer) Herkunft. Die überwiegende Mehrheit der Bevölkerung bekennt sich zum römisch-katholischen Glauben. Das Königreich ist Teil des Bistums Wallis und Futuna.

## Politik
Das traditionelle Staatsoberhaupt ist der König von Sigave, Eufenio Takala. Der König wird von fünf Ministern unterstützt, die von den Dorfchefs ernannt werden. Sie können den König absetzen. Dadurch ist das Königreich relativ instabil und die Könige blieben in den letzten Jahren mit ein paar Ausnahmen nur zwei bis drei Jahre im Amt. Der König hat außerdem einen Zeremonie-Chef und einen Polizeichef. Der politische Einfluss ist beschränkt. Das Königreich hat überwiegend traditionelle und repräsentative Aufgaben.

## Verwaltungsgliederung
Sigave ist in sechs Dörfer unterteilt. Eine Zwischenebene in Form von Distrikten existiert nur in Uvea. Theoretisch gesehen ist das gesamte Königreich Sigave ein Distrikt.
| Dorf   | Einwohner (1. Januar 2023) | Koordinaten                       |
| ------ | -------------------------- | --------------------------------- |
| Fiua   | 245                        | 14° 15′ 11,0″ S, 178° 10′ 49,0″ W |
| Leava  | 302                        | 14° 17′ 49,8″ S, 178° 09′ 27,5″ W |
| Nuku   | 202                        | 14° 17′ 26,8″ S, 178° 09′ 57,8″ W |
| Tavai  | 132                        | 14° 14′ 54,0″ S, 178° 09′ 43,0″ W |
| Toloke | 168                        | 14° 14′ 32,0″ S, 178° 10′ 36,0″ W |
| Vaisei | 139                        | 14° 16′ 17,3″ S, 178° 10′ 20,9″ W |

## Infrastruktur
Sigave hat keinen Flughafen. Der nächstgelegene Flughafen ist der kleine Flughafen Futuna Pointe Vele in Alo bei Vele. Das Königreich ist über die RT 1 an das Straßennetz Futunas angebunden. Bei der RT 1 handelt es sich um die Ringstraße der Insel Futuna. In Leava befindet sich der einzige etwas größere Hafen der Insel Futuna, der somit auch für Alo dient.

## Wirtschaft
Die Wirtschaft ist in ganz Wallis und Futuna schwach und von Subsistenzwirtschaft geprägt. Die zentrale Verwaltung Wallis und Futunas verwaltet Entwicklungsgelder aus Frankreich.